# 彦山村
彦山村（ひこさんむら）は、福岡県田川郡にあった村。現在の田川郡添田町の一部。

## 地理
英彦山の西側に位置していた。

## 歴史

### 沿革
- 1889年（明治22年）4月1日 - 町村制の施行により、田川郡彦山村、落合村、桝田村が合併して村制施行し、彦山村が発足[1][2]。
- 1911年（明治44年）- 大火で民家21戸、不動堂焼失[1]。
- 1942年（昭和17年）2月11日 - 田川郡添田町に編入され廃止[1][2]。

### 地名の由来
英彦山神社から。

## 産業
主要産業は米・麦などの農業、林業。

## 交通
- 1931年（昭和6年）- 英彦山登山道路改修[1]
- 1932年（昭和7年）- 添田 - 英彦山銅の鳥居間 乗合自動車運行開始[1]

## 名所・旧跡
- 英彦山神宮[1]